# Rahel Kiwic
Rahel Kiwic (Zúrich, 5 de enero de 1991) es una futbolista suiza que juega como defensa en el Duisburgo alemán. Como defensa central destaca por su estatura (1,84 metros). 

## Trayectoria
En 2005 Kiwic debutó con el Zürich, en el que pasó nueve años. En 2008 jugó por primera vez la Liga de Campeones, y en 2010 jugó el Mundial sub-20. 
En 2012 debutó con la selección suiza en la Copa de Chipre. En 2014 dejó Suiza para jugar la Bundesliga en el Duisburgo.